# Vereinsmannschaft
Eine Vereinsmannschaft ist eine Mannschaft, die für einen bestimmten Sportverein an Vereinswettbewerben teilnimmt.

## Definition
Für eine Vereinsmannschaft ist entscheidend, dass sie an einen bestimmten Verein gebunden ist, der gewisse Erfordernisse erfüllen muss. Ein Sportverein muss die Regeln des jeweiligen Sportverbandes beachten, Auflagen bezüglich Organisation und Struktur erfüllen und Bedingungen für einen fairen sportlichen Wettbewerb schaffen. Für Vereinsmannschaften sind je nach Sportart verschiedene Vorbedingungen zu erfüllen. Eine Vereinsmannschaft im deutschen Profifußball durfte in der Vergangenheit beispielsweise nur vier Spieler unter Vertrag haben, die aus Ländern stammten, die nicht der UEFA angehören. Seit der Saison 2006/07 ist diese Regelung jedoch außer Kraft gesetzt worden.

### Bezeichnungen
- Die erste Mannschaft eines Vereins wird oftmals als 1. Herrenmannschaft oder 1. Herren (bzw. 1. Frauen) bezeichnet, regional sind auch Begriffe wie Ligamannschaft (z. B. in Norddeutschland) oder Kampfmannschaft[1]  (z. B. in Österreich) gebräuchlich.[2] In der Schweiz wiederum verwendet man vielfach den Begriff Fanionteam.[3][4] Benutzt wird der Begriff vorwiegend bei Fußball- und Eishockeymannschaften, jedoch auch bei Handballteams, Turnvereinen und anderen Sportvereinigungen. Die Herkunft des Wortes ist ungeklärt, doch ist anzunehmen, dass es vom französischen Wort fanion (= Wimpel, Flagge) abgeleitet wurde. Im französischen Sprachgebrauch kennt man beispielsweise den Begriff équipe fanion,[5] also das Flaggschiff oder Aushängeschild eines Vereins.
- Die zweite Mannschaft eines Vereins wird oft einfach nur 2. Herren (oder entsprechend 2. Damen) genannt. Auch der Begriff Zweitmannschaft, Reservemannschaft sowie seltener Amateurmannschaft sind gebräuchlich; letzteres jedoch nur, wenn die erste Mannschaft den Status einer Profimannschaft besitzt. Weitere Mannschaften eines Vereins sind dementsprechend die 3. Herren, 4. Herren usw.
- In Tabellen und Medien wird die erste Mannschaft eines Vereins meist nicht gesondert gekennzeichnet, kann jedoch durch ein nachgestelltes „1.“ oder römisch „I“ näher bestimmt werden. Zweitmannschaften haben häufig ein nachgestelltes „2.“ bzw. „II“ hinter dem Vereinsnamen, bei Profivereinen auch „Amateure“ – falls die zweite Mannschaft vereinsintern vor allem der Jugendarbeit dient, werden jedoch gerne auch Abkürzungen wie „U23“ oder „U21“ gewählt. Die weiteren Mannschaften eines Vereins werden durch „3.“/„III“, „4.“/„IV“ usw. gekennzeichnet.

## Organisation
Eine Vereinsmannschaft wird von den sportlich Verantwortlichen eines Vereins (Beispiel: Fußballmanager, Fußballtrainer) zusammengestellt. Je nach Wirtschaftskraft des Vereins kann eine mehr oder minder starke Mannschaft zusammengestellt werden, indem Spieler anderer Vereine verpflichtet werden. Dadurch kommt es zu extremen Qualitätsunterschieden zwischen finanzstarken Vereinen und Vereinen, die eine geringere Wirtschaftskraft haben.
Im Gegensatz zur Nationalmannschaft wird eine Vereinsmannschaft unter Berücksichtigung der von den Sportverbänden ausgegebenen Lizenzauflagen ohne Beachtung der Nationalität zusammengestellt. Eine Nationalmannschaft setzt sich aus Spielern eines Landes zusammen, eine Vereinsmannschaft besteht aus vertraglich gebundenen Spielern. Grundlagen für die Zusammenstellung einer Vereinsmannschaft sind die Lizenzbedingungen des Sportverbandes, die Transferbestimmungen, die wirtschaftlichen Bedingungen des Vereins und natürlich der Transfermarkt.